# Mario Jorge Silveira
Mario Jorge Silveira (San Carlos de Bariloche, Río Negro, 2 de mayo de 1929-Buenos Aires, 1 de marzo de 2022) fue un químico, antropólogo, doctor en Filosofía y Letras, docente de diversas universidades, investigador y arqueólogo argentino, considerado uno de los precursores de los estudios de la zooarqueología en la Argentina. 

## Biografía
Nació en la ciudad patagónica de San Carlos de Bariloche (Río Negro, Argentina). Realizó sus estudios primarios en esa localidad hasta 1937 cuando su familia se trasladó a la ciudad de Buenos Aires.
Inició sus estudios secundarios en la tradicional escuela industrial Otto Krause, donde se graduó con el título de Técnico Químico. Realiza posteriormente sus estudios universitarios en la Universidad Nacional de La Plata, donde egresó en 1955 con el título de Licenciado en Química. Sus estudios continuaron en la Universidad de Buenos Aires donde obtuvo el título de Licenciado en Ciencias Antropológicas en 1975, con diploma de honor.
El 11 de noviembre de 1999 realizó la defensa de su tesis doctoral sobre Arqueología Histórica titulada Zooarqueología Histórica Urbana de Buenos Aires en la Facultad de Filosofía y Letras de la Universidad de Buenos Aires, obteniendo así el Doctorado en Filosofía y Letras de la mencionada Facultad.

## Docencia e investigación
Ha ejercido la docencia en diferentes Casas de Estudio, tanto de nivel terciario como Universitario, destacándose en varios cargos de profesor concursado en el Departamento de Historia y en el Departamento de Ciencias Antropológicas, ambos pertenecientes a la Facultad de Filosofía y Letras de la Universidad de Buenos Aires. Ha sido investigador contratado del CONICET (Consejo Nacional de Investigaciones Científicas y Técnicas), asesor arqueológico de la Dirección de Patrimonio, Museo y Casco Histórico del Gobierno de la Ciudad de Buenos Aires y formó parte del cuerpo de investigadores del Centro de Arqueología Urbana, perteneciente al Instituto de Arte Americano e Investigaciones Estéticas “Mario J. Buschiazzo” (Facultad de Arquitectura, Diseño y Urbanismo de la Universidad de Buenos Aires).
Fue miembro de diversos jurados de tesis de licenciatura y doctorados, tanto de la Universidad de Buenos Aires como de la Universidad Nacional de Mendoza. Ha tenido una importante participación en congresos, jornadas y encuentros donde ha presentado infinidad de trabajos de investigación en el campo de la arqueología, y específicamente en el campo de la zooarqueología en particular, siendo unos de los pioneros en la especialidad en la Argentina. Sus estudios han permitido incursionar en temáticas diversas, tanto en referencia a la historia de la alimentación en el período colonial, como al arte rupestre prehistórico o el análisis y conservación del material arqueológico recuperado de diversas excavaciones en diversos puntos del país. Formó parte de diversas asociaciones científicas así como de comités académicos y científicos de revistas especializadas.

## Premios y distinciones
En 1994 fue distinguido por la labor científica efectuada a lo largo de una década en la Municipalidad de General La Madrid. Ha recibido el Premio a la Producción Científica y Tecnológica de la Universidad de Buenos Aires en  1993 y 1995. En el V Congreso Nacional de Arqueología Histórica (Buenos Aires, abril de 2012) recibió un homenaje a  la trayectoria en la investigación en Arqueología Histórica así como en el V Congreso Nacional de Arqueometría (Rosario, 24/10/2013) por su trayectoria en la investigación en el campo de la Arqueología. 
En 2016 fue distinguido con el Premio a la Trayectoria por parte de la Comisión Directiva del Centro Internacional para la Conservación del Patrimonio (CICOP).